# MusicXML
MusicXML és un format de notació musical obert basat en Extensible Markup Language (XML). Va ser desenvolupat per Recordare LLC, derivant diversos conceptes claus de formats acadèmics existents (com el Musedata de Walter Hewlett i el Humdrum de David Huron). Va ser dissenyat per a l'intercanvi de partitures entre diferents editors de partitures.
La versió 1.0 va ser publicada el gener de 2004. La versió 1.1 va ser publicada el maig de 2005 amb un suport de format millorat. La versió 2.0 va ser publicada el juny de 2007 i va incloure un format comprimit estandarditzat. Totes aquestes versions van ser definides per una sèrie de definicions de tipus de document (Document Type Definition). Una implementació del XML Schema de la versió 2.0 va ser publicat el setembre de 2008.
Des de setembre de 2008, MusicXML és suportat en diferents graus per prop de 100 programes diferents de notació musical. Aquests programes inclouen:
- Els dos programes de notació musical líders, Finale i Sibelius
- La majoria dels programes de OCR Musical.
- Cubase, programa seqüenciador musical.
- Programari lliure com MuseScore o Rosegarden.

Els DTE i XSD de MusicXML poden ser distribuïts lliurement sota la llicència MusicXML Document Type Definition Public License.

## Exemple
Com tots els formats basats en XML, MusicXML pot ser fàcilment manipulat i compilat per eines automàtiques. Encara que és possible crear MusicXML a mà, programes interactius per a notació musical com Rosegarden i Finale simplifiquen la lectura, escriptura i modificació d'arxius MusicXML.
El següent exemple mostra una partitura amb una sola nota rodona Do en l'escala de do major.
```
<?xml version="1.0" encoding="UTF-8" standalone="no"?>

<!DOCTYPE score-partwise PUBLIC

 "-//Recordare//DTD MusicXML 2.0 Partwise//EN"

 "http://www.musicxml.org/dtds/partwise.dtd">

<score-partwise
 
version=
"2.0"
>

 
<part-list>

 
<score-part
 
id=
"P1"
>

 
<part-name>
Music
</part-name>

 
</score-part>

 
</part-list>

 
<part
 
id=
"P1"
>

 
<measure
 
number=
"1"
>

 
<attributes>

 
<divisions>
1
</divisions>

 
<key>

 
<fifths>
0
</fifths>

 
</key>

 
<time>

 
<beats>
4
</beats>

 
<beat-type>
4
</beat-type>

 
</time>

 
<clef>

 
<sign>
G
</sign>

 
<line>
2
</line>

 
</clef>

 
</attributes>

 
<note>

 
<pitch>

 
<step>
C
</step>

 
<octave>
4
</octave>

 
</pitch>

 
<duration>
4
</duration>

 
<type>
whole
</type>

 
</note>

 
</measure>

 
</part>

</score-partwise>

```

La sortida en notació musical estàndard es veuria així:

Una nota do, amb una clau de sol, i un compàs de 4/4.